# Viaduc Veilino
Le viaduc Veilino est un viaduc autoroutier italien, situé le long de l'autoroute A12 (route européenne E80) à Gênes.
Achevé en 1969, le pont en poutre à hauteur variable de 219 mètres de long a une travée principale précontrainte de 70 mètres et enjambe un ruisseau qui traverse la ville de Gênes. Juste à l'est se trouve le viaduc de Bisagno similaire, séparé par le tunnel de Veilino long de 590 mètres.